# Liste der Flaggen im Landkreis Rottweil
Diese Liste beinhaltet alle Flaggen im Landkreis Rottweil in Baden-Württemberg.
In Baden-Württemberg werden zweibahnige Flaggen verliehen, deren Farben den Wappenfarben entsprechen. Dabei wird oft als erste Farbe der Flagge (links vom Betrachter) die Farbe der Wappenfigur und als zweite Farbe die des Wappengrundes genommen. Flaggen, die vor Inkrafttreten der deutschen Gemeindeordnung 1935 geführt wurden, dürfen beibehalten werden, auch wenn diese nicht den heutigen Bestimmungen in Baden-Württemberg entsprechen.

## Landkreis Rottweil
| Landkreis          | Flagge | Kommentare |
| Landkreis Rottweil |        | Wappen am 7. Juni 1974 vom Innenministerium verliehen: „In Gold (Gelb) ein rot bewehrter und rot bezungter schwarzer Adler, belegt mit einem von Silber (Weiß) und Rot geteilten Brustschild, in den Fängen eine liegende schwarze Hirschstange mit nach unten gekehrten Enden haltend.“ Flagge: Schwarz-Gelb. |

## Flaggen der Städte im Landkreis Rottweil
| Stadt               | Flagge | Kommentare |
| Dornhan             |        | Wappenbild in Siegeln seit 1534 im gespaltenen Schild vorne, hinten württembergische Hirschstangen; Wappen seit 1535, bis 1958 zeitweise im gespaltenen Schild hinten und württembergische Hirschstangen vorne; Wappen in heutiger Form am 30. Juli 1958 vom Landratsamt Horb verliehen. Wappen und Flagge am 28. Februar 1977 vom Landratsamt Rottweil neu verliehen: „In Gold (Gelb) auf einem schwarzen Dornzweig ein roter Hahn.“ Flagge: Rot-Gelb.         |
| Oberndorf am Neckar |        | Zwei Haken im ältesten Siegel von 1281, Doppelhaken als Ortszeichen bis ins 17. Jahrhundert benutzt; Rautenschild in Siegel von 1337 und fortan als Wappen geführt, Doppelhaken im Jahre 1935 im Schildhaupt hinzugefügt. Wappen mit Flagge am 10. April 1979 vom Landratsamt Rottweil neu verliehen: „Unter goldenem (gelbem) Schildhaupt, worin ein liegender schwarzer Doppelhaken, schräglinks von Gold (Gelb) und Schwarz gerautet.“ Flagge: Schwarz-Gelb. |
| Rottweil            |        | Reichsadler im ältesten Siegel von 1251 und in allen späteren Siegeln, Hochkreuz in Wappen und Münzen seit dem frühen 16. Jahrhundert, Tingierung der Bewehrung des Adlers im Jahre 1955 festgelegt: „In Gold (Gelb) ein rot bewehrter und rot bezungter schwarzer Adler, die Brust belegt mit einem goldenen (gelben) Hochkreuz.“ Flagge: Schwarz-Gelb. |
| Schiltach           |        | Älteste Wappendarstellung in Siegel von 1497: „In Silber (Weiß) drei (2:1) rote Schilde.“ Flagge: Rot-Weiß. |
| Schramberg          |        | Goldener Greif mit silbernem Schwert auf grünem Dreiberg oder Hügel als Wappen seit Mitte des 19. Jahrhunderts, Dreiberg 1910 weggelassen, goldenes Zahnrad seit 1926 dem Wappenbild unterlegt; heutige Form des Wappens im Jahre 1938 festgelegt: „In Schwarz ein rot bewehrter und rot bezungter goldener (gelber) Greif, in der rechten Vorderpranke ein silbernes (weißes) Schwert haltend.“ Flagge: Schwarz-Gelb.                                          |
| Sulz am Neckar      |        | Geroldsecker Schild zwischen zwei Haken im ältesten Siegel von 1252, Hirschstange im oberen Feld seit 1596; heutige Wappenzeichnung am 17. Juli 1968 vom Innenministerium bestätigt: „In Gold (Gelb) ein roter Balken, darüber eine schwarze Hirschstange.“ Flagge: Rot-Gelb, Gelb-Rot. |

## Flaggen der Gemeinden im Landkreis Rottweil
| Gemeinde            | Flagge | Kommentare |
| Aichhalden          |        | Wappen im Jahre 1948 festgelegt. Wappen und Flagge am 12. April 1965 vom Innenministerium verliehen: „Von Silber (Weiß) und Grün schräggeteilt, oben eine bewurzelte grüne Eiche.“ Flagge: Grün-Weiß. |
| Bösingen            |        | Wappen von Bösingen (Pferderumpf) seit 1933 geführt, Wappen von Herrenzimmern (Löwe mit Hellebarde) im Jahre 1939 verliehen. Wappen und Flagge am 10. März 1989 vom Landratsamt Rottweil verliehen: „In von einer durchgehenden silbernen (weißen) Hellebarde mit goldener (gelber) Stange gespaltenem Schild vorn in Schwarz ein linksgewendeter silberner (weißer) Pferderumpf mit silbernem (weißem) Zaumzeug, hinten in Blau ein goldener (gelber) Löwe, mit den Vorderpranken die Hellebarde haltend.“ Flagge: Gelb-Schwarz.                                             |
| Deißlingen          |        | Wappen von Deißlingen (Doppelhaken) und von Lauffen ob Rottweil (unter goldenem Schildhaupt, belegt mit einer vierendigen schwarzen Hirschstange, in Grün der goldene lateinische Großbuchstabe L) im Jahre 1930 geschaffen. Wappen und Flagge am 10. Dezember 1981 vom Landratsamt Rottweil verliehen: „Unter schwarzem Schildhaupt, worin eine goldene (gelbe) Hirschstange, in Gold (Gelb) ein pfahlweis gestellter blauer Doppelhaken.“ Flagge: Blau-Gelb. |
| Dietingen           |        | Wappen und Flagge am 21. November 1977 vom Landratsamt Rottweil verliehen: „In gespaltenem Schild vorn in Silber (Weiß) drei aufsteigende rote Spitzen, hinten in Gold (Gelb) ein aufgerichteter, rot bewehrter und rot bezungter schwarzer Bär.“ Flagge: Rot-Weiß. |
| Dunningen           |        | Wappen am 4. März 1952 vom Innenministerium Württemberg-Hohenzollern verliehen. Flagge am 1. April 1952 vom Staatsministerium verliehen: „In von Silber (Weiß) über Rot schräggeteiltem Schild oben und unten je eine goldbesamte Rose in verwechselten Farben mit grünen Kelchblättern, an einem Stiel aus dem roten und silbernen (weißen) Feld wachsend.“ Flagge: Rot-Weiß. |
| Epfendorf           |        | Wappen am 12. September 1955, Flagge am 20. Juni 1961 vom Innenministerium verliehen: „In Rot eine blau gefütterte goldene (gelbe) Herzogskrone mit Hermelinstulp.“ Flagge: Gelb-Rot, Rot-Gelb. |
| Eschbronn           |        | Wappen und Flagge im Jahre 1990 vom Landratsamt Rottweil verliehen: „In Silber (Weiß) über blauem Wellenschildfuß ein aufgerichteter grüner Eschenzweig mit sieben Blättern.“ Flagge: Grün-Weiß. |
| Fluorn-Winzeln      |        | Wappen von Fluorn (schwarzes Andreaskreuz auf goldenem Schild) seit 1927 geführt, Wappen von Winzeln (reichsapfelähnliches goldenes Ortszeichen begleitet von zwei goldenen Tannenzapfen auf schwarzem Schild) im Jahre 1958 geschaffen. Wappen und Flagge am 20. Mai 1976 vom Landratsamt Rottweil verliehen: „In Gold (Gelb) ein geschliffenes schwarzes Andreaskreuz, beheftet mit einem goldenen (gelben) Reichsapfel mit schwarzem Reif und goldenem (gelbem) Kreuz und begleitet rechts und links von je einem sinkenden schwarzen Tannenzapfen.“ Flagge: Schwarz-Gelb. |
| Hardt               |        | Schild mit zwei Tannen auf Boden in Schultheißenamtssiegel aus den 1930er Jahren; heutiges Wappen seit 1953 geführt: „In Silber (Weiß) auf grünem Boden zwei grüne Tannen, dazwischen schwebend ein blauer Schild, worin auf goldenem (gelbem) Dreiberg stehend ein goldener (gelber) Hirsch.“ Flagge: Grün-Weiß. |
| Lauterbach          |        | Beide Hartschiermesser aus dem Stammwappen der Grafen von Bissingen im Siegel seit Mitte des 19. Jahrhunderts; Tingierung im Jahre 1935 belegt: „In Blau zwei abgekehrte gestürzte silberne (weiße) Hartschiermesser.“ Flagge: Weiß-Blau. |
| Schenkenzell        |        | Wappenbild in Gerichtssiegel seit Ende des 18. Jahrhunderts; Wappen in heutiger Gestaltung seit 1958 in Gebrauch. Flagge am 12. Januar 1959 vom Innenministerium verliehen: „In Blau ein silberner (weißer) Stierkopf im Visier mit goldenem (gelbem) Nasenring, beseitet von zwei goldenen (gelben) Sternen.“ Flagge: Gelb-Blau. |
| Villingendorf       |        | Wappen und Flagge am 10. Juli 1969 vom Innenministerium verliehen: „In Blau zwei schräggekreuzte goldene (gelbe) Flößerhaken, beiderseits und unten begleitet von je einem achtstrahligen silbernen (weißen) Stern.“ Flagge: Gelb-Blau, Blau-Gelb. |
| Vöhringen           |        | Pflugschar in Siegel aus dem frühen 19. Jahrhundert, in Wappenschild in Schultheißenamtssiegeln bis in die 1930er Jahre; gestürzte eisenfarbene (blaue) Pflugschar auf silbernem Schild als Wappen nach 1931 angenommen. Wappen und Flagge am 13. August 1975 vom Innenministerium verliehen: „Von Silber (Weiß) über Rot durch Spitzenschnitt geteilt, das rote Feld belegt mit einer gestürzten silbernen (weißen) Pflugschar.“ Flagge: Weiß-Rot. |
| Wellendingen        |        | Wappen und Flagge am 22. Mai 1970 vom Innenministerium verliehen: „In Silber (Weiß) über erhöhtem blauen Wellenschildfuß ein schreitender, hersehender roter Löwe (Leopard).“ Flagge: Rot-Weiß. |
| Zimmern ob Rottweil |        | Wappenbild mit Laubbaum in Schultheißenamtssiegel seit 1928; heutiges Wappen im Jahre 1940 von der Archivdirektion Stuttgart festgelegt, Laubbaum ohne Z in Siegel von 1956. 1940 bestimmtes Wappen mit Flagge am 26. Oktober 1967 vom Innenministerium verliehen: „In Silber (Weiß) auf grünem Dreiberg eine grüne Tanne, deren Stamm mit dem schwarzen Buchstaben Z überdeckt ist.“ Flagge: Grün-Weiß, Schwarz-Weiß. |